# Bulbophyllum oreodorum
Bulbophyllum oreodorum är en orkidéart som beskrevs av Rudolf Schlechter. Bulbophyllum oreodorum ingår i släktet Bulbophyllum och familjen orkidéer. Inga underarter finns listade i Catalogue of Life.